# Zahnašovice
Zahnašovice jsou obec v okrese Kroměříž ve Zlínském kraji. Leží zhruba tři kilometry jihozápadně od Holešova. Žije zde 314 obyvatel.
V obci se nachází knihovna, hospoda, potraviny, dětské hřiště u obecného domu a i velké hřiště, které se nachází na konci obce.

## Historie
První písemná zmínka o obci pochází z roku 1141.

## Obyvatelstvo

### Struktura
Vývoj počtu obyvatel za celou obec i za jeho jednotlivé části uvádí tabulka níže, ve které se zobrazuje i příslušnost jednotlivých částí k obci či následné odtržení.
| Místní části   | Místní části     | 1869 | 1880 | 1890 | 1900 | 1910 | 1921 | 1930 | 1950 | 1961 | 1970 | 1980 | 1991 | 2001 | 2011 | 2021 |
| -------------- | ---------------- | ---- | ---- | ---- | ---- | ---- | ---- | ---- | ---- | ---- | ---- | ---- | ---- | ---- | ---- | ---- |
| Počet obyvatel | část Zahnašovice | 390  | 455  | 465  | 500  | 465  | 486  | 488  | 434  | 428  | 418  | 416  | 353  | 335  | 326  | 304  |
| Počet domů     | část Zahnašovice | 52   | 55   | 62   | 63   | 71   | 78   | 86   | 102  | 108  | 107  | 110  | 120  | 123  | 128  | 129  |

## Obecní správa

### Obecní symboly
Znak a vlajka byly obci uděleny rozhodnutím předsedy Poslanecké sněmovny Parlamentu České republiky dne 12. května 1997.

## Kultura
V obci se dodržují tradice jako například masopust, stavění a kácení máje, slivkošt a mnoho dalších.

## Pamětihodnosti
- Kostel Navštívení Panny Marie

## Galerie

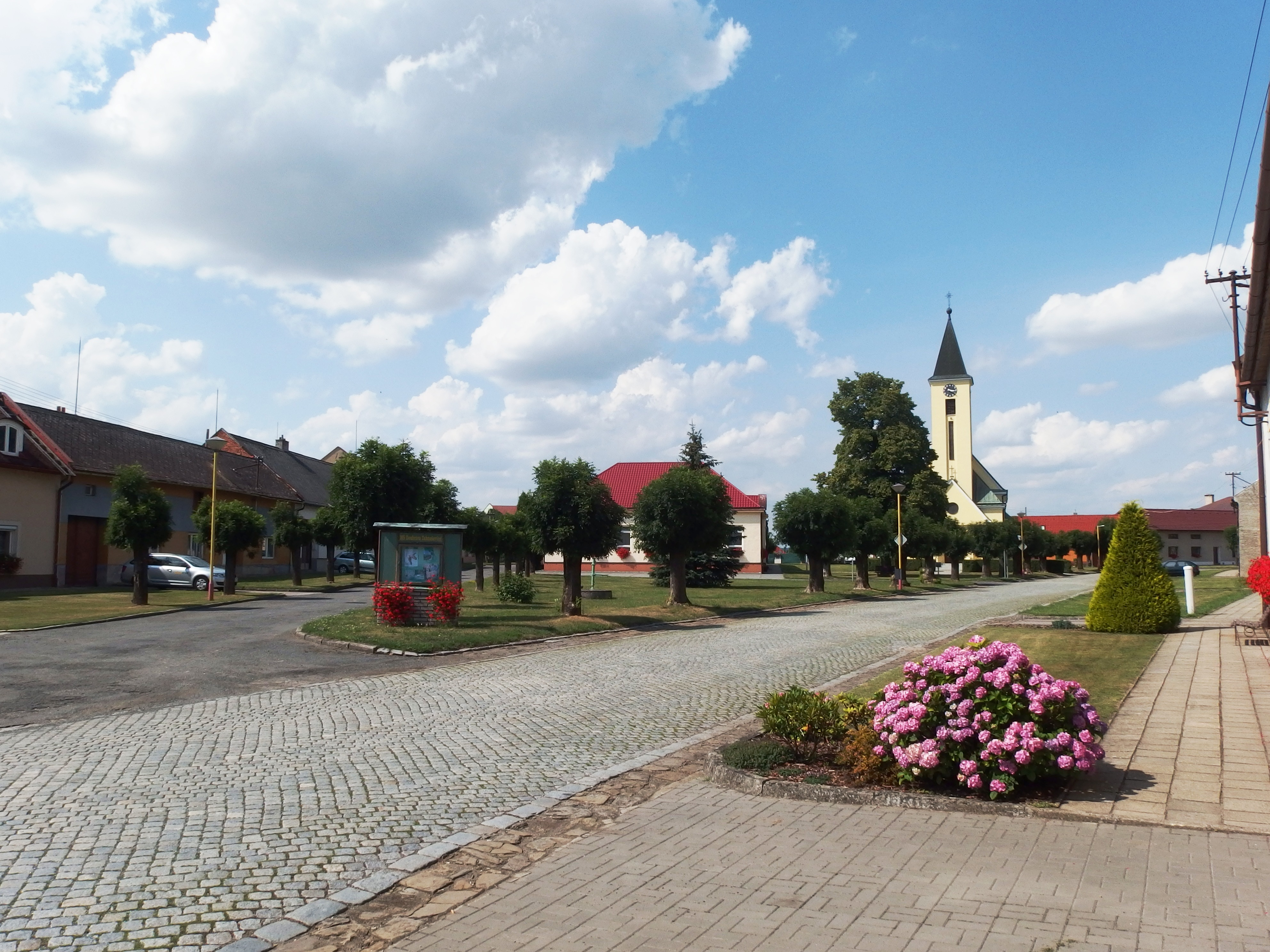
Náves
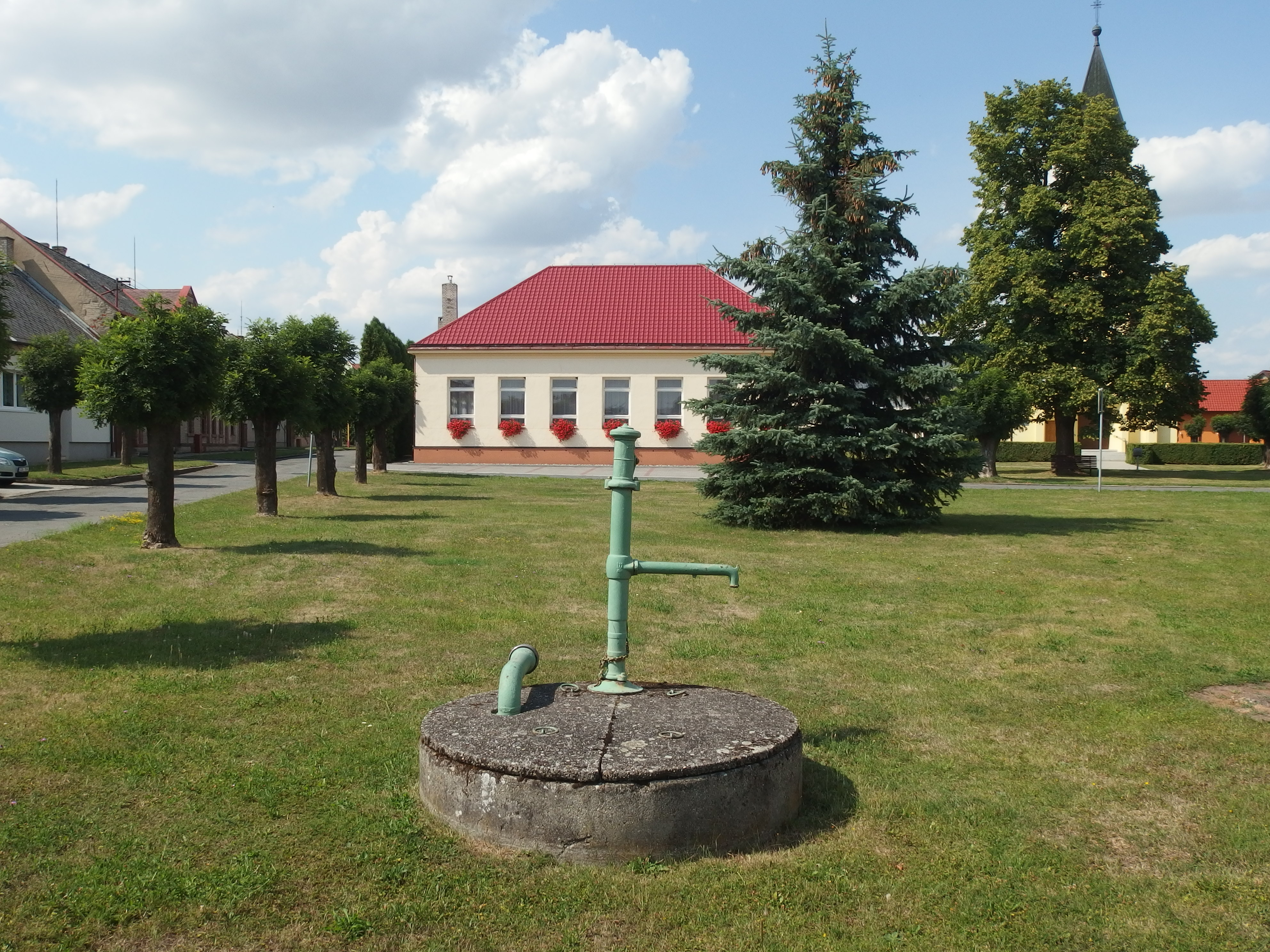
Náves
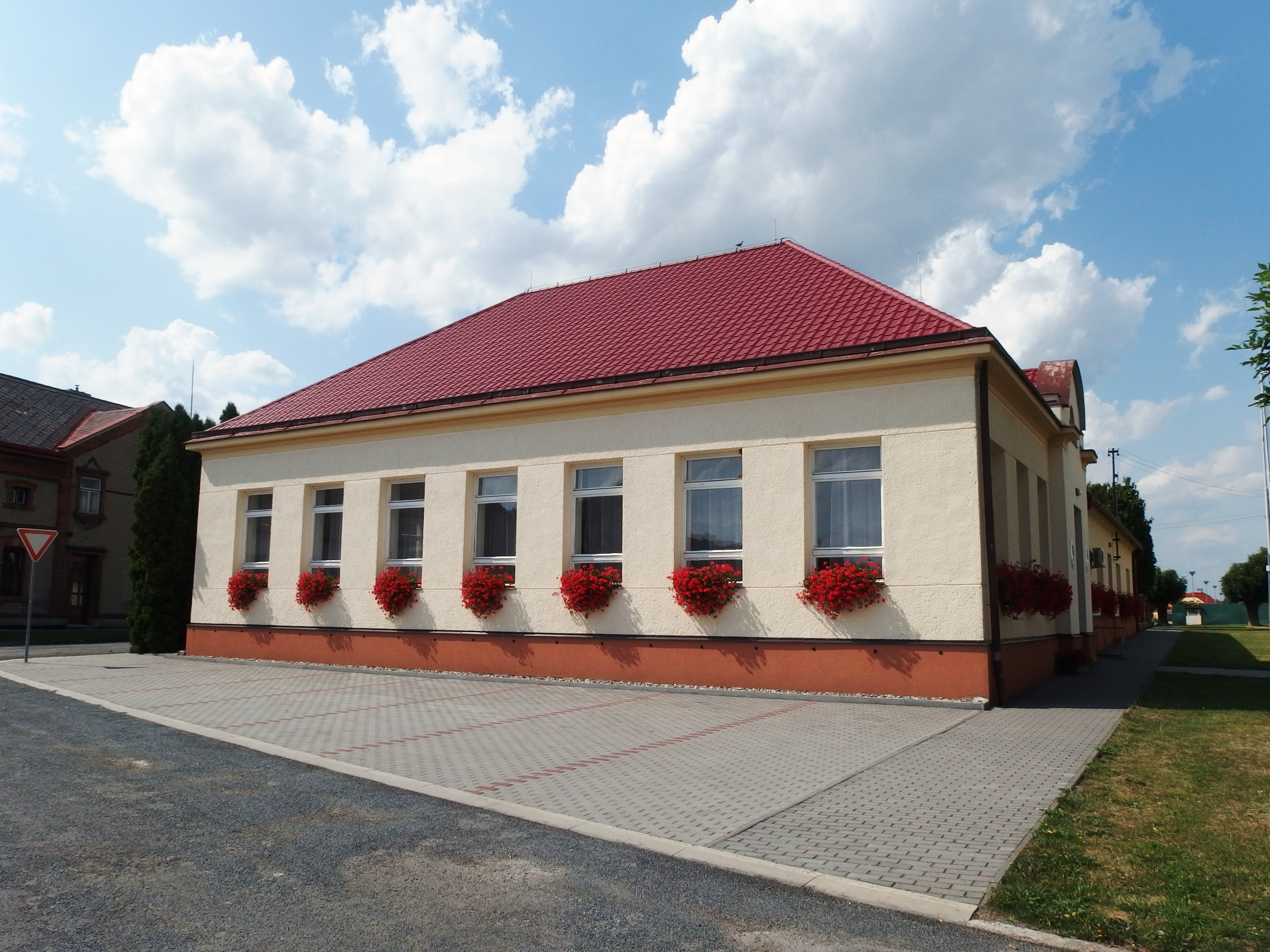
Obecní úřad
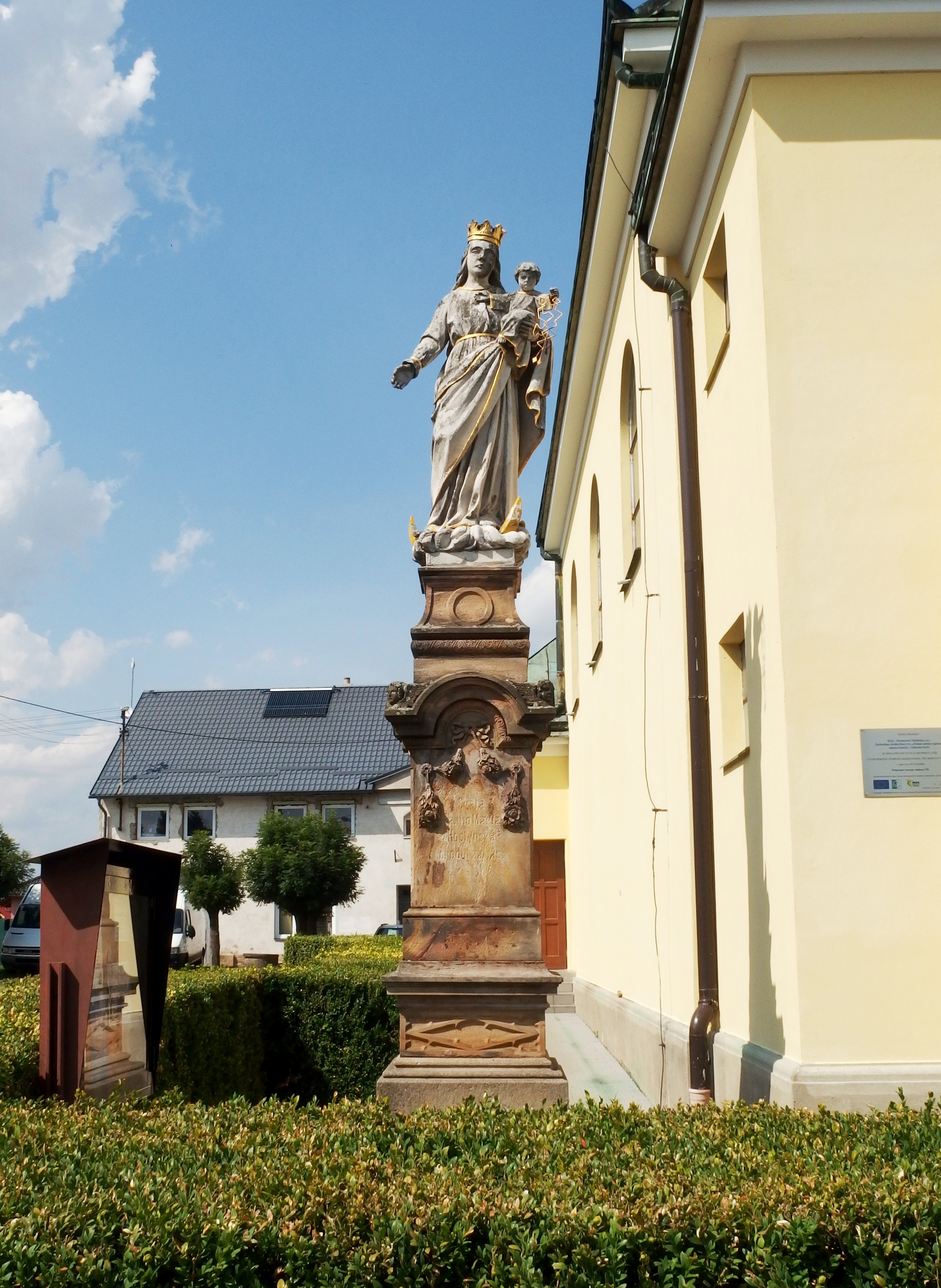
Socha Panny Marie
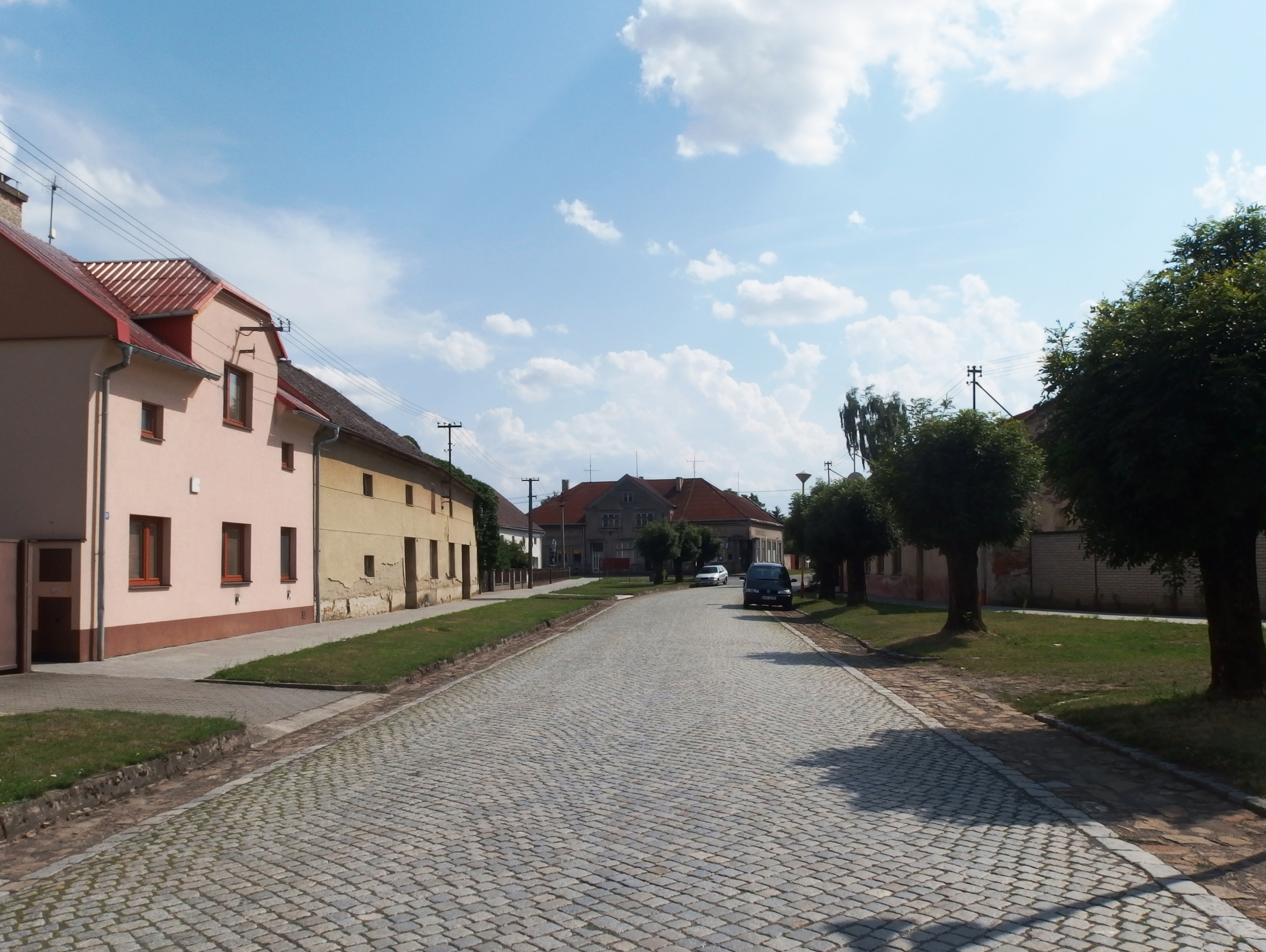
Dlážděná ulice